# Hieracium oistophyllum
Hieracium oistophyllum là một loài thực vật có hoa trong họ Cúc. Loài này được Pugsley mô tả khoa học đầu tiên năm 1941.